# South River
South River és una població dels Estats Units a l'estat de Nova Jersey. Segons el cens del 2000 tenia 15.322 habitants.

## Demografia
Segons el cens del 2000, South River tenia 15.322 habitants, 5.606 habitatges, i 3.985 famílies. La densitat de població era de 2.105,3 habitants/km².
Dels 5.606 habitatges en un 32,3% hi vivien nens de menys de 18 anys, en un 55,2% hi vivien parelles casades, en un 11,1% dones solteres, i en un 28,9% no eren unitats familiars. En el 23,3% dels habitatges hi vivien persones soles l'11,4% de les quals corresponia a persones de 65 anys o més que vivien soles. El nombre mitjà de persones vivint en cada habitatge era de 2,72 i el nombre mitjà de persones que vivien en cada família era de 3,23.
Per edats la població es repartia de la següent manera: un 23% tenia menys de 18 anys, un 8,4% entre 18 i 24, un 33,4% entre 25 i 44, un 20,7% de 45 a 60 i un 14,6% 65 anys o més.
L'edat mediana era de 36 anys. Per cada 100 dones de 18 o més anys hi havia 95,7 homes.
La renda mediana per habitatge era de 52.324 $ i la renda mediana per família de 62.869 $. Els homes tenien una renda mediana de 42.186 $ mentre que les dones 31.098 $. La renda per capita de la població era de 23.684 $. Aproximadament el 3,7% de les famílies i el 4,9% de la població estaven per davall del llindar de pobresa.

## Poblacions més properes
El següent diagrama mostra les poblacions més properes.